# Instytut Historii Uniwersytetu Zielonogórskiego

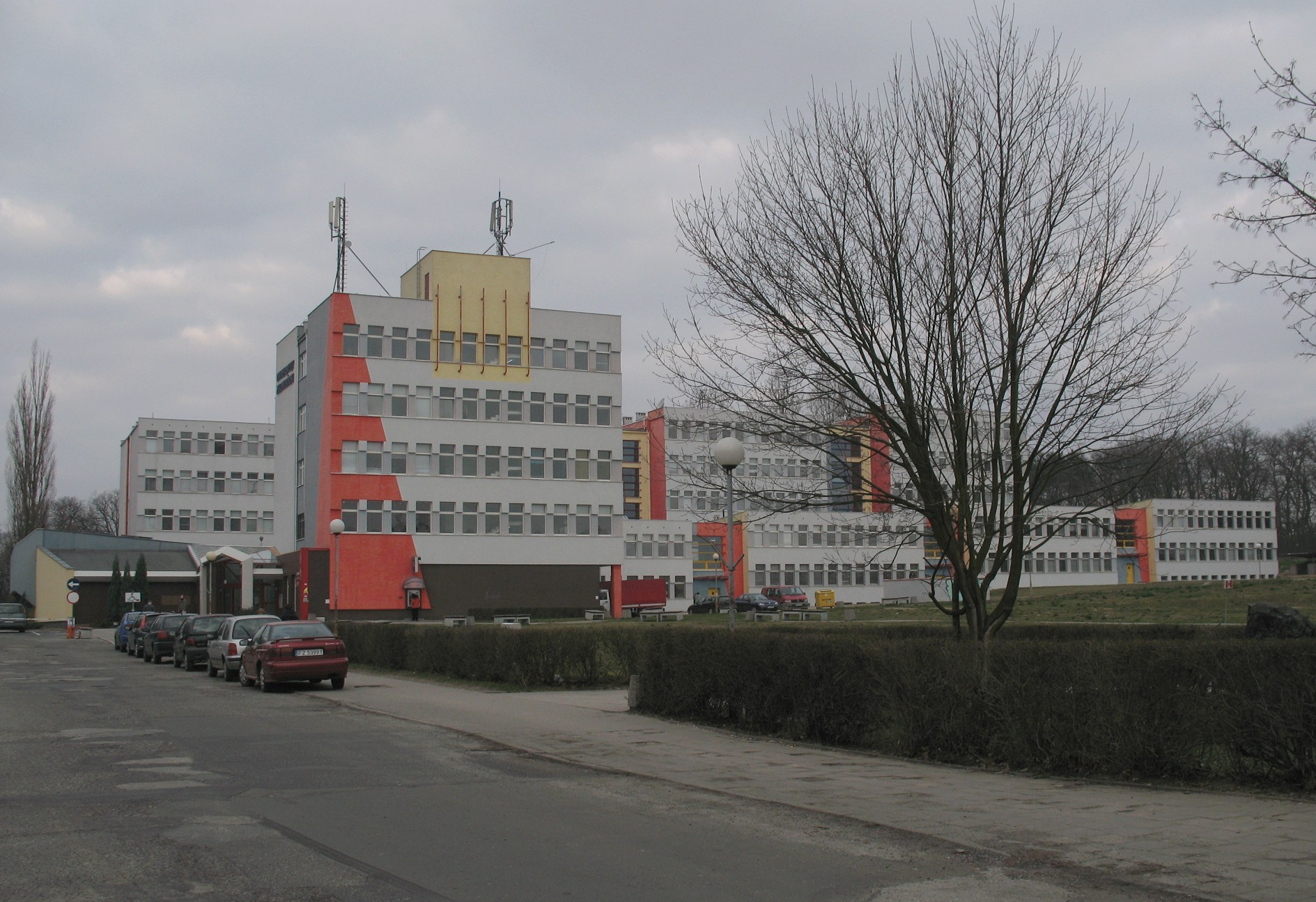
Siedziba Instytutu Historii w Głównym Gmachu Uniwersytetu Zielonogórskiego

Instytut Historii Uniwersytetu Zielonogórskiego (IH UZ) – jednostka dydaktyczno-naukowa należąca do struktur Wydziału Humanistycznego Uniwersytetu Zielonogórskiego. Dzieli się na 8 zakładów i 1 pracownię naukową. Posiada uprawnienia do nadawania stopni naukowych doktora i doktora habilitowanego oraz wnioskowania o nadanie tytułu naukowego profesora. Prowadzi działalność dydaktyczną i badawczą związaną z historią polityczną, społeczną i gospodarczą w jej poszczególnych epokach i różnych aspektach. Instytut oferuje studia na kierunku historia o specjalnościach: nauczycielska oraz zarządzanie informacją i dokumentacją. Aktualnie na instytucie kształci się studentów w trybie dziennym i zaocznym. Instytut wydaje własne czasopisma: Studia Zachodnie, In Gremium, Studia Epigraficzne i Zielonogórskie Studia Łużyckie. Siedzibą instytutu jest główny gmach Uniwersytetu Zielonogórskiego, powstały w latach 70. XX wieku na potrzeby powstającej wówczas Wyższej Szkoły Pedagogicznej w Zielonej Górze, mieszczący się przy al. Wojska Polskiego 69.
Instytut powstał w 1983 roku z przekształcenia dotychczasowego Zakładu Historii, którego twórcami byli naukowcy przybyli w znacznej części z Uniwersytetu im. Adama Mickiewicza w Poznaniu i Wyższej Szkoły Pedagogicznej w Krakowie. Pracownicy naukowi instytutu zajmowali też często najważniejsze stanowiska w hierarchii uczelnianej – rektorów: Hieronim Szczegóła (1971–1975, 1981–1984 i 1996–1999), Jan Wąsicki (1975–1981), Kazimierz Bartkiewicz (1984–1990), Marian Eckert (1987–1990) i Czesław Osękowski (2005–2012), Wojciech Strzyżewski (od 2012). Instytut od samego początku afiliowany był przy Wydziale Humanistycznym.
Instytut zatrudnia 28 pracowników naukowo-dydaktycznych, w tym 5 na stanowisku profesora zwyczajnego, 7 ze stopniem naukowym doktora habilitowanego na stanowisku profesora nadzwyczajnego, 2 na stanowisku adiunkta z habilitacją, 13 na stanowisku adiunkta ze stopniem naukowym doktora oraz 1 asystenta.

## Adres
Instytut Historii

Uniwersytetu Zielonogórskiego

al. Wojska Polskiego 69

65–762 Zielona Góra

## Władze (2016–2020)
Dyrektor: dr hab. Robert Skobelski, prof. UZ
zastępca dyrektora: dr hab. Marceli Tureczek, prof. UZ
kierownik studiów doktoranckich: dr hab. Małgorzata Konopnicka, prof UZ
kierownik studiów podyplomowych: dr hab. Radosław Domke, prof. UZ

## Poczet dyrektorów
1. 1983–1996: prof. dr hab. Hieronim Szczegóła
2. 1996–1999: prof. dr hab. Kazimierz Bartkiewicz
3. 1999–2002: prof. dr hab. Czesław Osękowski
4. 2002–2005: prof. dr hab. Wojciech Strzyżewski
5. 2005–2016: prof. dr hab. Dariusz Dolański
6. od 2016 – dr hab. Robert Skobelski, prof. UZ

## Historia
Początki dzisiejszego instytutu związane są z przekształceniem w 1973 roku Wyższej Szkoły Nauczycielskiej w Wyższą Szkołę Pedagogiczną w Zielonej Górze. Wtedy to też uruchomiono na Wydziale Humanistycznym magisterskie studia historyczne. Pierwszy rok studiów dziennych rozpoczęło wówczas 33 studentów, zaś studiów zaocznych 201. W latach następnych utrzymywała się liczba studentów zaocznych i szybko rosła liczba studentów dziennych, także w 1974 roku studia rozpoczęło 66 osób, a dwa lata później blisko 150. W 1983 roku dokonano przekształcenia dotychczasowego Zakładu Historii w Instytut Historii.

## Kierunki kształcenia
Instytut kształci studentów na kierunku historia oraz europeistyka w ramach studiów studiów pierwszego stopnia, trwających 3 lata, po których ukończeniu otrzymuje się tytuł zawodowy licencjata. Ich absolwenci mogą kontynuować studia w ramach studiów drugiego stopnia, trwających 2 lata, dających możliwość uzyskania tytułu magistra. Do wyboru są następujące specjalizacje:
- nauczycielska
  - nauczanie historii i wiedzy o społeczeństwie
  - nauczanie historii i języka polskiego
  - nauczanie historii i etyki
- zarządzanie informacją i dokumentacją

Instytut prowadzi również następujące studia podyplomowe:
- historia – studia kwalifikacyjne dla nauczycieli
- wiedza o społeczeństwie – studia kwalifikacyjne dla nauczycieli
- zarządzanie ochroną informacji niejawnych
- genealogia i heraldyka

Ponadto instytut oferuje studia doktoranckie (trzeciego stopnia), trwające 4 lata, po których ukończeniu oraz napisaniu i obronie pracy doktorskiej absolwenci uzyskują stopień naukowy doktora.

## Struktura organizacyjna

### Zakład Archeologii i Historii Starożytnej
Pracownicy:
- Kierownik: dr hab. Andrzej Gillmeister, prof. UZ
- dr Daria Janiszewska- Sieńko

### Zakład Historii Średniowiecznej
Pracownicy:
- Kierownik: dr hab. Urszula Świderska-Włodarczyk, prof. UZ
- dr hab. Krzysztof Benyskiewicz, prof. UZ
- dr hab. Jarosław Dudek, prof. UZ

### Zakład Historii XVI–VIII wieku
Pracownicy:
- Kierownik: prof. dr hab. Wojciech Strzyżewski
- dr hab. Małgorzata Konopnicka, prof. UZ

### Zakład Historii XIX–XX wieku
Pracownicy:
- Kierownik: dr hab. Tomasz Nodzyński, prof. UZ
- dr Łukasz Janeczek
- dr Ireneusz Wojewódzki

### Zakład Historii Najnowszej
Pracownicy:
- Kierownik: dr hab. Robert Skobelski, prof. UZ
- prof. dr hab. Czesław Osękowski
- dr hab. Radosław Domke, prof. UZ
- dr Dariusz Fabisz

### Zakład Historii Nauki i Kultury
Pracownicy:
- Kierownik: prof. dr hab. Dariusz Dolański
- dr Hanna Kurowska
- dr Maciej Lubik

### Zakład Dydaktyki Historii
Pracownicy:
- Kierownik: dr hab. Bogumiła Burda, prof UZ
- dr Małgorzata Szymczak

### Zakład Nauk Pomocniczych Historii i Archiwistyki
Pracownicy:
- Kierownik: dr hab. Joanna Karczewska, prof. UZ
- prof. dr hab. Joachim Zdrenka
- dr hab. Marceli Tureczek, prof. UZ

### Pracownia Epigraficzna
Pracownicy:
- Kierownik: prof. dr hab. Joachim Zdrenka
- dr Paweł Karp

## Kierunki działalności
Instytut Historii Uniwersytetu Zielonogórskiego prowadzi badania naukowe dotyczące następującej tematyki:
- osadnictwo wczesnośredniowieczne w Wielkopolsce i na ziemi lubuskiej
- badania archeologiczne na pograniczu śląsko-łużyckim
- warstwy, stany i grupy rycerskie w Europie Środkowej i Wschodniej w X-XV wieku
- Bałkany pod rządami bizantyjskimi od IX do XIII wieku
- dzieje pogranicza śląsko-branderbursko-wielkopolskiego w XVI-XVIII wieku
- myśl polityczna na ziemiach polskich w XIX i XX wieku
- historia Polski po 1945 roku
- optymalizacja kształcenia nauczycieli historii
- treści i metody nauczania blokowego
- badania praktyki kancelaryjnej i dokumentu średniowiecznego: edycja zabytków epigraficznych Polski Zachodniej do końca XVIII wieku